# Park Jun-tae
Đây là một tên người Triều Tiên, họ là Park.
Park Jun-Tae (tiếng Hàn Quốc: 박준태; sinh ngày 2 tháng 12 năm 1989) là một tiền đạo bóng đá Hàn Quốc, thi đấu cho Busan IPark. Trước đó anh thi đấu cho Ulsan Hyundai, Incheon United và Jeonnam Dragons.

## Sự nghiệp câu lạc bộ
Được chọn từ đợt tuyển quân K-League bởi Ulsan Hyundai cho mùa giải 2009, Park ra sân trong năm 2009 hầu hết từ ghế dự bị. Anh ra mắt ở Giải vô địch bóng đá các câu lạc bộ châu Á 2009, bao gồm thất bại của Ulsan trên sân khách trước câu lạc bộ Úc Newcastle Jets.
Sau một trận đấu cho Ulsan Hyundai năm 2010, sau đó anh trải qua phần còn lại của mùa giải 2010 theo dạng cho mượn đến câu lạc bộ tại Giải Quốc gia Hàn Quốc Ulsan Hyundai Mipo Dockyard. Park trở lại the K-League with a shift to Incheon United for the mùa giải 2011.   Ngày 17 tháng 4 năm 2011, Park ghi bàn thắng chuyên nghiệp đầu tiên ở những phút cuối cùng trong trận đấu trước Seongnam Ilhwa Chunma, giúp đội bóng có chiến thắng 2-1.

## Thống kê sự nghiệp câu lạc bộ
Tính đến 4 tháng 12 năm 2017
| Thành tích câu lạc bộ | Thành tích câu lạc bộ | Thành tích câu lạc bộ | Giải vô địch | Giải vô địch | Cúp     | Cúp       | Cúp Liên đoàn | Cúp Liên đoàn | Châu lục | Châu lục  | Khác     | Khác      | Tổng cộng | Tổng cộng |
| Mùa giải              | Câu lạc bộ            | Giải vô địch          | Số trận      | Bàn thắng    | Số trận | Bàn thắng | Số trận       | Bàn thắng     | Số trận  | Bàn thắng | Số trận  | Bàn thắng | Số trận   | Bàn thắng |
| Hàn Quốc              | Hàn Quốc              | Hàn Quốc              | Giải vô địch | Giải vô địch | Cúp KFA | Cúp KFA   | Cúp Liên đoàn | Cúp Liên đoàn | Châu Á   | Châu Á    | Play-off | Play-off  | Tổng cộng | Tổng cộng |
| --------------------- | --------------------- | --------------------- | ------------ | ------------ | ------- | --------- | ------------- | ------------- | -------- | --------- | -------- | --------- | --------- | --------- |
| 2009                  | Ulsan Hyundai         | K League 1            | 5            | 0            | 1       | 0         | 3             | 0             | 4        | 0         | -        | -         | 13        | 0         |
| 2010                  | Ulsan Hyundai         | K League 1            | 0            | 0            | 0       | 0         | 1             | 0             | -        | -         | -        | -         | 1         | 0         |
| 2011                  | Incheon United        | K League 1            | 23           | 5            | 1       | 0         | 3             | 0             | -        | -         | -        | -         | 27        | 5         |
| 2012                  | Incheon United        | K League 1            | 27           | 3            | 1       | 0         | -             | -             | -        | -         | -        | -         | 28        | 3         |
| 2013                  | Chunnam Dragons       | K League 1            | 27           | 1            | 0       | 0         | -             | -             | -        | -         | -        | -         | 27        | 1         |
| 2014                  | Chunnam Dragons       | K League 1            | 7            | 0            | 0       | 0         | -             | -             | -        | -         | -        | -         | 7         | 0         |
| 2015                  | Sangju Sangmu         | K League 2            | 2            | 0            | 0       | 0         | -             | -             | -        | -         | -        | -         | 2         | 0         |
| 2016                  | Sangju Sangmu         | K League 1            | 24           | 8            | 0       | 0         | -             | -             | -        | -         | -        | -         | 24        | 8         |
| 2016                  | Chunnam Dragons       | K League 1            | 4            | 0            | 0       | 0         | -             | -             | -        | -         | -        | -         | 4         | 0         |
| 2017                  | Busan IPark           | K League 2            | 23           | 2            | 3       | 0         | -             | -             | -        | -         | 1        | 0         | 27        | 2         |
| Tổng cộng sự nghiệp   | Tổng cộng sự nghiệp   | Tổng cộng sự nghiệp   | 142          | 19           | 6       | 0         | 7             | 0             | 4        | 0         | 1        | 0         | 160       | 19        |